# پان‌امریکنیسم

نقشهٔ قارهٔ سه‌گانهٔ آمریکا (شمالی - مرکزی - جنوبی)

پان‌امریکنیسم (به انگلیسی: Pan-Americanism) جنبشی‌ست که هدف آن گسترش همکاری بازرگانی، اجتماعی، اقتصادی، نظامی و سیاسی میان بیست و یک جمهوری قاره آمریکا است.
این گرایش پس از جنگ‌ها و شورش‌هایی که در اوایل قرن نوزدهم به رهایی کشورهای آمریکای لاتین از سلطهٔ اسپانیا انجامید و نیز پس از اتحاد ایالات متحده آمریکا پدید آمد. هنری کلی، سیاست‌مدار آمریکایی در ۱۸۲۰ اصول کالی جنبش پان امریکان را شرح کرد، ولی اعلام دکترین مونرو خشم کشورهای آمریکای لاتین را برانگیخت، زیرا این دکترین را نشانه‌ای از گرایش‌های استعمارگرانهٔ ایالات متحده آمریکا می‌دانستند. نخستین کنفرانس‌های پان امریکن در ۱۸۸۹–۹۰ در شهر واشینگتن برپا شد و کنفرانس‌های بعدی در پایتخت‌های کشورهای گوناگون آمریکایی، به تشکیل «اتحادیهٔ پان امریکن» و بستن قراردادهایی برای حل اختلافات و جز آن انجامید.